# Partecipanti al Giro d'Italia 2008
Elenco dei partecipanti al Giro d'Italia 2008.
Il Giro d'Italia 2008 fu la novantunesima edizione della corsa. Alla competizione presero parte 22 squadre, 16 iscritte all'UCI ProTour (tutte tranne Bouygues Télécom e Crédit Agricole) più sei squadre invitate (la LPR Brakes-Ballan, la Barloworld, la CSF Group-Navigare, la Diquigiovanni-Androni, la Slipstream-Chipotle e la Tinkoff), ciascuna delle quali composta da nove corridori, per un totale di 197 ciclisti (l'argentino Maximiliano Richeze della Rabobank venne squalificato e non prese il via). La corsa partì il 10 maggio da Palermo e terminò il 1º giugno a Milano; in quest'ultima località portarono a termine la competizione 141 corridori. 

## Corridori per squadra
Nota: R ritirato, NP non partito, FT fuori tempo.
| LPR Brakes-Ballan  | LPR Brakes-Ballan          | LPR Brakes-Ballan  | Française des Jeux  | Française des Jeux   | Française des Jeux  | Serramenti Diquigiovanni-Androni | Serramenti Diquigiovanni-Androni | Serramenti Diquigiovanni-Androni |
| ------------------ | -------------------------- | ------------------ | ------------------- | -------------------- | ------------------- | -------------------------------- | -------------------------------- | -------------------------------- |
| 1                  | Danilo Di Luca             | 8º                 | 81                  | Mickaël Cherel       | R 19ª               | 161                              | Gilberto Simoni                  | 10º                              |
| 2                  | Paolo Bailetti             | 88º                | 82                  | Timothy Gudsell      | 136º                | 162                              | Alessandro Bertolini             | 89º                              |
| 3                  | Gabriele Bosisio           | 22º                | 83                  | Jaŭhen Hutarovič     | R 7ª                | 163                              | Danilo Hondo                     | 104º                             |
| 4                  | Riccardo Chiarini          | 125º               | 84                  | Lilian Jégou         | 85º                 | 164                              | Raffaele Illiano                 | 103º                             |
| 5                  | Giairo Ermeti              | 83º                | 85                  | Yoann Le Boulanger   | 27º                 | 165                              | Ruslan Ivanov                    | 43º                              |
| 6                  | Jure Golčer                | 32º                | 86                  | Guillaume Levarlet   | 113º                | 166                              | Gabriele Missaglia               | 71º                              |
| 7                  | Daniele Pietropolli        | 57º                | 87                  | Jérémy Roy           | 82º                 | 167                              | Daniele Nardello                 | 46º                              |
| 8                  | Paolo Savoldelli           | 15º                | 88                  | Tom Stubbe           | R 4ª                | 168                              | Carlos Ochoa                     | 61º                              |
| 9                  | Alessandro Spezialetti     | 41º                | 89                  | Jussi Veikkanen      | 50º                 | 169                              | José Serpa                       | 26º                              |
| AG2R La Mondiale   | AG2R La Mondiale           | AG2R La Mondiale   | Gerolsteiner        | Gerolsteiner         | Gerolsteiner        | Silence-Lotto                    | Silence-Lotto                    | Silence-Lotto                    |
| 11                 | Tadej Valjavec             | 13º                | 91                  | Robert Förster       | NP 14ª              | 171                              | Geert Steurs                     | NP 11ª                           |
| 12                 | Philip Deignan             | 79º                | 92                  | Thomas Fothen        | FT 16ª              | 172                              | Dominique Cornu                  | R 4ª                             |
| 13                 | Rene Mandri                | R 6ª               | 93                  | Johannes Fröhlinger  | 51º                 | 173                              | Francis De Greef                 | 40º                              |
| 14                 | Laurent Mangel             | 93º                | 94                  | Oscar Gatto          | R 14ª               | 174                              | Dries Devenyns                   | 117º                             |
| 15                 | Rinaldo Nocentini          | 56º                | 95                  | Sven Krauß           | 131º                | 175                              | Nick Gates                       | 139º                             |
| 16                 | Nicolas Rousseau           | 122º               | 96                  | Andrea Moletta       | NP 11ª              | 176                              | Matthew Lloyd                    | 30º                              |
| 17                 | Blaise Sonnery             | 91º                | 97                  | Volker Ordowski      | R 11ª               | 177                              | Robbie McEwen                    | NP 14ª                           |
| 18                 | Aljaksandr Usaŭ            | 119º               | 98                  | Davide Rebellin      | NP 14ª              | 178                              | Jurgen Van Den Broeck            | 7º                               |
| 19                 | Jurij Krivcov              | 107º               | 99                  | Matthias Russ        | R 15ª               | 179                              | Wim Van Huffel                   | 38º                              |
| Astana             | Astana                     | Astana             | Team High Road      | Team High Road       | Team High Road      | Slipstream-Chipotle              | Slipstream-Chipotle              | Slipstream-Chipotle              |
| 21                 | Levi Leipheimer            | 18º                | 101                 | Mark Cavendish       | 132º                | 181                              | Magnus Bäckstedt                 | NP 10ª                           |
| 22                 | Alberto Contador           | 1º                 | 102                 | André Greipel        | 133º                | 182                              | Julian Dean                      | NP 19ª                           |
| 23                 | Vladimir Gusev             | 45º                | 103                 | Adam Hansen          | 108º                | 183                              | Ryder Hesjedal                   | 60º                              |
| 24                 | Antonio Colom              | 25º                | 104                 | Tony Martin          | 128º                | 184                              | David Millar                     | 94º                              |
| 25                 | Maksim Iglinskij           | 55º                | 105                 | Marco Pinotti        | 65º                 | 185                              | Jonathan Patrick McCarty         | R 14ª                            |
| 26                 | Steve Morabito             | R 8ª               | 106                 | Morris Possoni       | 44º                 | 186                              | Danny Pate                       | 137º                             |
| 27                 | Andrej Mizurov             | 66º                | 107                 | František Raboň      | 101º                | 187                              | Chris Sutton                     | FT 16ª                           |
| 28                 | Andreas Klöden             | R 20ª              | 108                 | Kanstancin Siŭcoŭ    | R 20ª               | 188                              | Christian Vande Velde            | 52º                              |
| 29                 | Asan Bazaev                | 97º                | 109                 | Bradley Wiggins      | 134º                | 189                              | David Zabriskie                  | R 2ª                             |
| Barloworld         | Barloworld                 | Barloworld         | Lampre              | Lampre               | Lampre              | Team CSC-Saxo Bank               | Team CSC-Saxo Bank               | Team CSC-Saxo Bank               |
| 31                 | Francesco Bellotti         | NP 11ª             | 111                 | Marzio Bruseghin     | 3º                  | 191                              | Anders Lund                      | 102º                             |
| 32                 | Patrick Calcagni           | R 7ª               | 112                 | Paolo Bossoni        | FT 16ª              | 192                              | Bradley McGee                    | R 3ª                             |
| 33                 | Félix Cárdenas             | 16º                | 113                 | Fabio Baldato        | 109º                | 193                              | Chris Anker Sørensen             | 28º                              |
| 34                 | Steven Cummings            | 96º                | 114                 | David Loosli         | 63º                 | 194                              | Gustav Larsson                   | 14º                              |
| 35                 | Enrico Gasparotto          | 92º                | 115                 | Sylwester Szmyd      | 23º                 | 195                              | Jason McCartney                  | 95º                              |
| 36                 | Christian Pfannberger      | R 15ª              | 116                 | Simon Špilak         | 48º                 | 196                              | Jens Voigt                       | 53º                              |
| 37                 | Carlo Scognamiglio         | 126º               | 117                 | Mirco Lorenzetto     | R 14ª               | 197                              | Michael Blaudzun                 | 62º                              |
| 38                 | Mauricio Soler             | R 11ª              | 118                 | Mauro Santambrogio   | R 11ª               | 198                              | Nicki Sørensen                   | 34º                              |
| 39                 | Geraint Thomas             | 118º               | 119                 | Francesco Gavazzi    | 84º                 | 199                              | Stuart O'Grady                   | NP 4ª                            |
| Caisse d'Epargne   | Caisse d'Epargne           | Caisse d'Epargne   | Liquigas            | Liquigas             | Liquigas            | Team Milram                      | Team Milram                      | Team Milram                      |
| 41                 | Marlon Pérez               | 90º                | 121                 | Daniele Bennati      | 70º                 | 201                              | Erik Zabel                       | 80º                              |
| 42                 | Joan Horrach               | 81º                | 122                 | Kjell Carlström      | 123º                | 202                              | Igor Astarloa                    | NP 2ª                            |
| 43                 | Vladimir Karpec            | 31º                | 123                 | Dario Cataldo        | R 15ª               | 203                              | Markus Eichler                   | 141º                             |
| 44                 | Pablo Lastras              | 64º                | 124                 | Vladimir Miholjević  | 21º                 | 204                              | Sergio Ghisalberti               | R 8ª                             |
| 45                 | Francisco Pérez            | 67º                | 125                 | Vincenzo Nibali      | 11º                 | 205                              | Matej Jurčo                      | 129º                             |
| 46                 | Mathieu Perget             | 112º               | 126                 | Andrea Noè           | 39º                 | 206                              | Alberto Ongarato                 | 130º                             |
| 47                 | Joaquim Rodríguez          | 17º                | 127                 | Franco Pellizotti    | 4º                  | 207                              | Enrico Poitschke                 | R 6ª                             |
| 48                 | José Rujano                | 49º                | 128                 | Alessandro Vanotti   | 86º                 | 208                              | Fabio Sabatini                   | R 13ª                            |
| 49                 | Luis Pasamontes            | 36º                | 129                 | Charles Wegelius     | 69º                 | 209                              | Marco Velo                       | 87º                              |
| Cofidis            | Cofidis                    | Cofidis            | Quick Step          | Quick Step           | Quick Step          | Tinkoff Credit Systems           | Tinkoff Credit Systems           | Tinkoff Credit Systems           |
| 51                 | Mickaël Buffaz             | 121º               | 131                 | Paolo Bettini        | 19º                 | 211                              | Evgenij Petrov                   | 29º                              |
| 52                 | Kevin De Weert             | R 6ª               | 132                 | Aleksandr Efimkin    | 68º                 | 212                              | Vasil' Kiryenka                  | 35º                              |
| 53                 | Bingen Fernández           | R 9ª               | 133                 | Addy Engels          | 105º                | 213                              | Luca Mazzanti                    | 47º                              |
| 54                 | Nicolas Hartmann           | 127º               | 134                 | Mauro Facci          | 115º                | 214                              | Alberto Loddo                    | R 7ª                             |
| 55                 | Steve Zampieri             | NP 10ª             | 135                 | Juan Manuel Gárate   | 37º                 | 215                              | Michail Ignat'ev                 | 140º                             |
| 56                 | Yann Huguet                | 135º               | 136                 | Hubert Schwab        | 100º                | 216                              | Nikolaj Trusov                   | 114º                             |
| 57                 | Damien Monier              | 111º               | 137                 | Kevin Seeldraeyers   | 73º                 | 217                              | Pavel Brutt                      | NP 10ª                           |
| 58                 | Nick Nuyens                | NP 5ª              | 138                 | Andrea Tonti         | 33º                 | 218                              | Sergej Klimov                    | 110º                             |
| 59                 | Rik Verbrugghe             | R 11ª              | 139                 | Giovanni Visconti    | 42º                 | 219                              | Aleksandr Serov                  | 124º                             |
| CSF Group-Navigare | CSF Group-Navigare         | CSF Group-Navigare | Rabobank            | Rabobank             | Rabobank            |                                  |                                  |                                  |
| 61                 | Emanuele Sella             | 6º                 | 141                 | Denis Men'šov        | 5º                  |                                  |                                  |                                  |
| 62                 | Fortunato Baliani          | 12º                | 142                 | Graeme Brown         | R 14ª               |                                  |                                  |                                  |
| 63                 | Maximiliano Richeze        | [ 1 ]              | 143                 | Bram de Groot        | 120º                |                                  |                                  |                                  |
| 64                 | Luis Laverde               | 24º                | 144                 | Theo Eltink          | 77º                 |                                  |                                  |                                  |
| 65                 | Julio Alberto Pérez Cuapio | 76º                | 145                 | Mathew Hayman        | FT 16ª              |                                  |                                  |                                  |
| 66                 | Filippo Savini             | R 9ª               | 146                 | Dmitrij Kozončuk     | 59º                 |                                  |                                  |                                  |
| 67                 | Matteo Priamo              | NP 13ª             | 147                 | Gerben Löwik         | 116º                |                                  |                                  |                                  |
| 68                 | Tiziano Dall'Antonia       | 98º                | 148                 | Paul Martens         | 78º                 |                                  |                                  |                                  |
| 69                 | Domenico Pozzovivo         | 9º                 | 149                 | Mauricio Ardila      | 20º                 |                                  |                                  |                                  |
| Euskaltel-Euskadi  | Euskaltel-Euskadi          | Euskaltel-Euskadi  | Saunier Duval-Scott | Saunier Duval-Scott  | Saunier Duval-Scott |                                  |                                  |                                  |
| 71                 | Josu Agirre                | 138º               | 151                 | Riccardo Riccò       | 2º                  |                                  |                                  |                                  |
| 72                 | Lander Aperribay           | FT 16ª             | 152                 | José Alberto Benítez | 106º                |                                  |                                  |                                  |
| 73                 | Koldo Fernández            | NP 14ª             | 153                 | Raivis Belohvoščiks  | FT 16ª              |                                  |                                  |                                  |
| 74                 | Aitor Galdós               | R 7ª               | 154                 | Eros Capecchi        | 99º                 |                                  |                                  |                                  |
| 75                 | Dionisio Galparsoro        | R 19ª              | 155                 | David Cañada         | 58º                 |                                  |                                  |                                  |
| 76                 | Markel Irizar              | 74º                | 156                 | Ermanno Capelli      | R 15ª               |                                  |                                  |                                  |
| 77                 | Iñigo Landaluze            | R 15ª              | 157                 | Iker Camaño          | 75º                 |                                  |                                  |                                  |
| 78                 | Alan Pérez                 | 72º                | 158                 | Luciano Pagliarini   | R 14ª               |                                  |                                  |                                  |
| 79                 | Iván Velasco               | 54º                | 159                 | Leonardo Piepoli     | R 15ª               |                                  |                                  |                                  |

### Legenda
| Legenda          | Legenda | Legenda       | Legenda                                                  |
| ---------------- | --- | ------------- | -------------------------------------------------------- |
| Dorsale          | Dorsale di partenza del ciclista | Posizione     | Posizione finale nella classifica generale               |
| Maglia rosa      | Indica il vincitore della classifica generale                                                                                        | Maglia verde  | Indica il vincitore della classifica dei GPM             |
| Maglia ciclamino | Indica il vincitore della classifica a punti                                                                                         | Maglia bianca | Indica il vincitore della classifica giovani             |
| NP               | Indica un ciclista che non è ripartito in una tappa la mattina                                                                       | R             | Indica un ciclista che si è ritirato in una tappa        |
| FTM              | Indica un ciclista che ha concluso una tappa fuori tempo, ossia ha impiegato più tempo rispetto a quanto stabilito dal tempo massimo | EX            | Corridore escluso per non aver rispettato il regolamento |

## Ciclisti per nazione
Le nazionalità rappresentate nella manifestazione sono 34; in tabella il numero dei ciclisti suddivisi per la propria nazione di appartenenza:
| Numero ciclisti | Nazione |
| --------------- | --- |
| 54              | Italia |
| 22              | Spagna |
| 15              | Germania |
| 13              | Francia |
| 11              | Belgio, Russia |
| 9               | Australia |
| 7               | Stati Uniti |
| 6               | Colombia, Gran Bretagna |
| 5               | Svizzera |
| 4               | Bielorussia, Danimarca, Paesi Bassi |
| 3               | Kazakistan, Slovenia |
| 2               | Finlandia, Svezia, Venezuela |
| 1               | Argentina, Austria, Brasile, Canada, Croazia, Estonia, Irlanda, Lettonia, Messico, Moldavia, Nuova Zelanda, Polonia, Rep. Ceca, Slovacchia, Ucraina |